# グリズリー・ピーク
グリズリー・ピーク（Grizzly Peak）とは、アメリカ合衆国カリフォルニア州のディズニー・カリフォルニア・アドベンチャーにあるテーマランドの一つである。カリフォルニア州の自然公園をテーマとしている。

## 概要
2001年のパーク開園時、グリズリー・ピークはテーマランドゴールデン・ステートを構成するエリアだった。しかし2012年にパーク全体のリニューアルが行われ、ゴールデン・ステートはグリズリー・ピーク、コンドル・フラット、パシフィック・ワーフの3つに分割された。その後2015年にコンドル・フラットはグリズリー・ピーク・エアフィールドと名前が変更され、グリズリー・ピークの一部となった。

## 各施設の紹介

### アトラクション
- グリズリー・リバー・ラン（Grizzly River Run）
- ソアリン・アラウンド・ザ・ワールド（Soarin' Around the World）
- レッドウッド・クリーク・チャレンジ・トレイル（Redwood Creek Challenge Trail）

### レストラン
- スモークジャンパー・グリル（Smokejumpers Grill）

### ショップ
- ラッシン・リバー・アウトフィット（Rushin' River Outfitters）
- ハンフリー・サービス&サプライ（Humphrey's Service & Supplies）

## Trivia
- パークと隣接するディズニー・グランド・カリフォルニアン・ホテル&スパの宿泊者専用ゲートがエリア内に存在する[1]。